# Ultraleichtfluggelände Freyenstein

i7
i11
i13
Das Ultraleichtfluggelände Freyenstein liegt im Ortsteil Freyenstein der Stadt Wittstock/Dosse im Landkreis Ostprignitz-Ruppin in Brandenburg. Der Platzhalter und Betreiber ist die Trapp Technologie GbR.

## Lage
Das Ultraleichtfluggelände liegt etwa 1,5 km südöstlich von Freyenstein und etwa 15 km nordwestlich von Wittstock/Dosse.

## Flugbetrieb
Das Ultraleichtfluggelände besitzt eine Betriebsgenehmigung für motorgetriebene, aerodynamisch gesteuerte Ultraleichtflugzeuge. Es ist mit einer 200 m langen und 30 m breiten Start- und Landebahn aus Gras (Richtung 15/33)  ausgestattet. Es dient den unternehmerischen Zwecken der Trapp Technologie GbR (Herstellung von Ultraleichtflugzeugen, Wartung und Reparaturen von Ultraleichtflugzeugen) sowie der Überwachung landwirtschaftlich genutzter Flächen während der Vegetationsphasen. Dritten steht der Landeplatz nach vorheriger Zustimmung des Betreibers (PPR) im Rahmen der maximal zulässigen Flugbewegungszahlen zur Verfügung. Es dürfen maximal 300 Flugbewegungen (150 Starts sowie 150 Landungen) pro Jahr durchgeführt werden. Pro Woche dürfen maximal 15 Flüge (d. h. 15 Starts und 15 Landungen) durchgeführt werden, pro Tag höchstens sechs Flüge.

## Geschichte
Das Ultraleichtfluggelände Freyenstein wurde am 4. August 2014 genehmigt.